# Университет Западного Лондона
Университет Западного Лондона (англ. University of West London) — государственный университет расположенный на западе города Лондон, в районах Илинг и Брентфорд, университет также имеет собственный кампус в студенческом городе Рединг. Между кампусами курсируют бесплатные маршрутные автобусы. Университет является ведущим образовательным учреждением в Великобритании в области здравоохранения, медиа бизнеса, музыки и относящимся к ним дисциплинам.

## История
Университет был основан в 1860 года как школа Lady Byron School, которая позже была переименована в Ealing College of Higher Education. В 1990 ряд учебных заведений: Ealing College of Higher Education, Thames Valley College of Higher Education, Queen Charlotte’s College of Health Care Studies и всемирно известный Лондонский музыкальный колледж приняли совместное решение объединиться и университет стал называться Университетом Тэмз Вэлли (Thames Valley University). В 2004 к ним также присоединился Reading College and School of Arts and Design.
1 августа 2010 года был назначен новый ректор Лоренс Геллер, который сразу же приступил к реформированию и реструктуризации, в частности им было предложено переименовать университет и уменьшить количество преподаваемых предметов. Данное действие в первую очередь было связано с закрытием одного из филиалов университета в городе Слау в начале 2010 года, а также с желанием нового ректора сконцентрироваться на развитии Лондонских кампусов в Илинге и Брентфорде. В августе 2010 года, после многочисленных дебатов Правительство Великобритании одобрило новую программу реформирования университета. Потребовалось менее года для урегулирования бюрократических вопросов и 6 апреля 2011 университет официально был переименован в Университет Западного Лондона (University of West London).

## Академический рейтинг университета

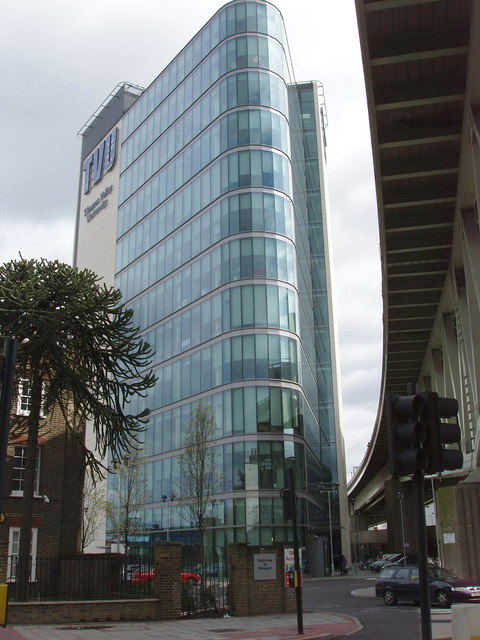
University of West London — Paragon campus

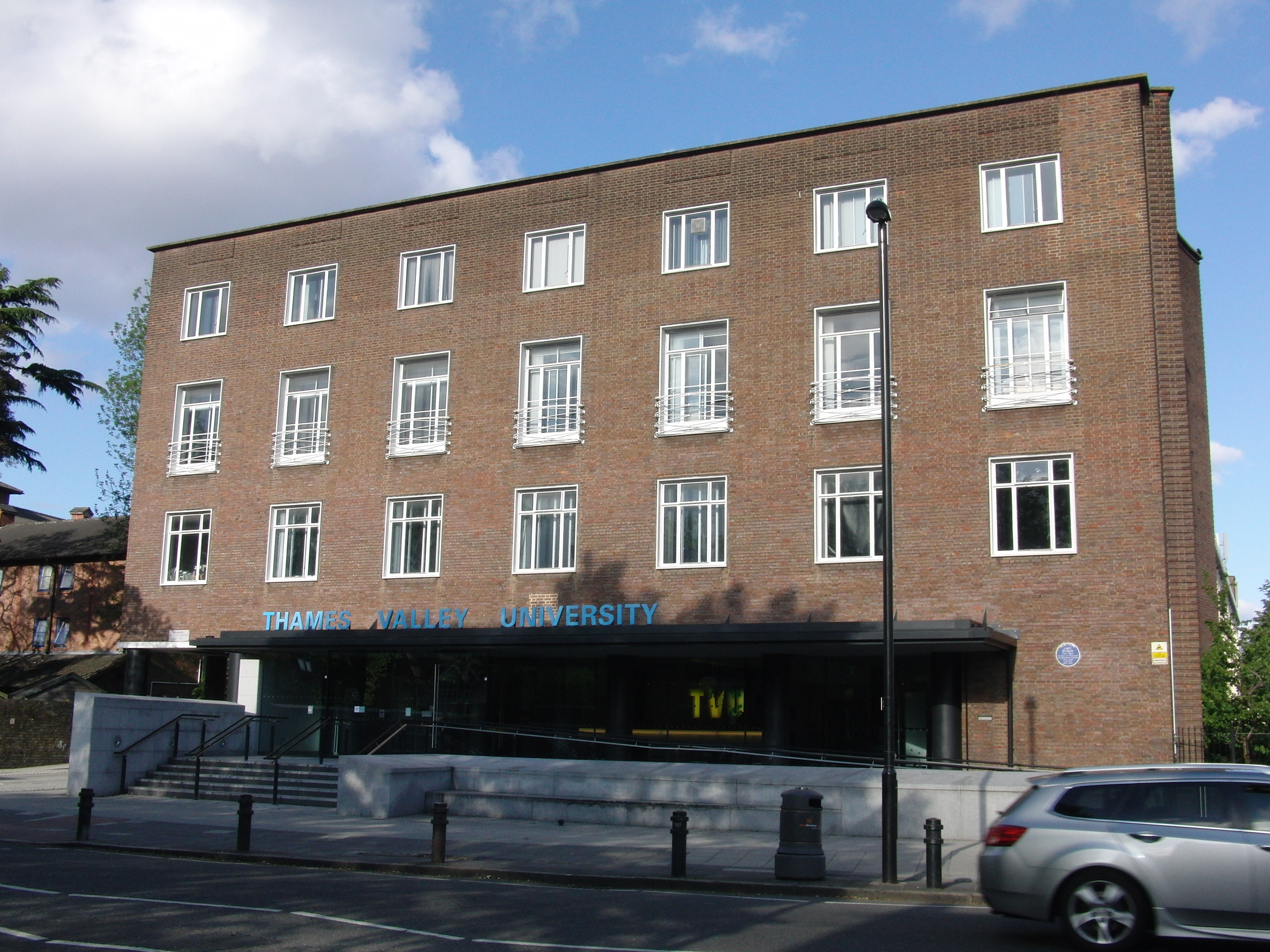
The University of West London кампус St Mary’s Road Ealing.

### Рейтинг в Великобритании
В 2010 году согласно официальному рейтингу лучших университетов Великобритании — The Guardian university guide, Университет Западного Лондона занял 69 место из 124.
В 2012 году по мнению авторитетной газеты The Guardian Университет Западного Лондона был признан самым современным университетом Лондона (Best Modern University in London).
В официальном рейтинге, опубликованном The Times Higher Education в июле 2014 года, университет занял первое место в номинации «гарантированное трудоустройство выпускников» в сравнении с другими университетами Великобритании. Так, более 95 % выпускников смогли трудоустроиться по специальности в интересующую их отрасль в течение шести месяцев после окончания учебного заведения.
В 2016 году Университет Западного Лондона провел очередную масштабную модернизации своих кампусов. Благодаря упорной работе преподавательского состава, выдающихся достижений выпускников и постоянному стремлению к повышению качества жизни студентов, Университет занял 84 место из 127 в рейтинге The Times Higher Education 2017 года.
В 2017 году Университет Западного Лондона занял 79 место из 127 в рейтинге The INDEPENDENT Complete University Guide.